# Suzue Miuchi
Suzue Miuchi (美内すずえ, Miuchi Suzue), née le 20 février 1951 à Osaka au Japon, est une mangaka japonaise.

## Biographie
Suzue Miuchi commence sa carrière de mangaka en 1967 avec Yama no Tsuki to Kodanuki to publié dans le magazine japonais Bessatsu Margaret.

## Récompense
Elle reçoit le Prix du manga Kōdansha catégorie « shōjo » en 1982  avec Yōkihiden (妖鬼妃伝, Yōkihiden) et un Prix d'Excellence de l'Association des auteurs de bande dessinée japonais en 1995 pour Glass no Kamen.